# Caradrinopsis obscuraria
Caradrinopsis obscuraria är en fjärilsart som beskrevs av Swinhoe 1904. Caradrinopsis obscuraria ingår i släktet Caradrinopsis och familjen mätare. Inga underarter finns listade i Catalogue of Life.